# Общий малоберцовый нерв
Общий малоберцовый нерв (лат. Nervus fibularis [peroneus] communis) — нерв крестцового сплетения. Образуется после разделения седалищного нерва в области подколенной ямки на две части. Образован волокнами LIV, LV, SI, SII нервов.

## Топография
От проксимальной вершины подколенной ямки направляется к её латеральной стороне и располагается под медиальным краем двуглавой мышцы бедра, между нею и латеральной головкой икроножной мышцы, спирально огибает головку малоберцовой кости, будучи прикрыт здесь только фасцией и кожей. На этом участке от ствола нерва отходят непостоянные суставные ветви к латеральным отделам капсулы коленного сустава. Дистальнее он проникает в толщу начальной части длинной малоберцовой мышцы, где делится на свои две концевые ветви — поверхностный и глубокий малоберцовые нервы.

## Ветви нерва
От общего малоберцового нерва отходят:
1. Латеральный кожный нерв икры (лат. Nervus cutaneus surae lateralis) отходит в подколенной ямке, направляется к латеральной головке икроножной мышцы и, прободая в этом месте фасцию голени, разветвляется в коже латеральной поверхности голени, достигая латеральной лодыжки;
2. Малоберцовая соединительная ветвь (лат. Ramus communicans fibularis [peroneus]) может начинаться от основного ствола общего малоберцового или латерального кожного нерва. Следует по латеральной головке икроножной мышцы, располагаясь между нею и фасцией голени, прободает последнюю и, разветвляясь в коже, соединяется с медиальным кожным нервом голени;
3. Поверхностный малоберцовый нерв (лат. Nervus fibularis [peroneus] superficialis) проходит между головками длинной малоберцовой мышцы, следует вниз на некотором расстоянии между обеими малоберцовыми мышцами. Перейдя на медиальную поверхность короткой малоберцовой мышцы, нерв прободает в области нижней трети голени фасцию и разветвляется на свои концевые ветви: тыльные медиальный и промежуточный кожные нервы (стопы).
Ветви поверхностного малоберцового нерва:
Мышечные ветви иннервируют длинную и короткую малоберцовые мышцы
Медиальный кожный тыльный нерв (лат. Nervus cutaneus dorsalis medialis) — одна из двух концевых ветвей поверхностного малоберцового нерва. Следует на некотором протяжении поверх фасции голени, направляется к медиальному краю тыла стопы, отдаёт ветви к коже медиальной лодыжки, где соединяется с ветвями подкожного нерва ноги, после чего делится на две ветви. Одна из них, медиальная, разветвляется в коже медиального края стопы и большого пальца до дистальной фаланги и соединяется в области первого межкостного промежутка с глубоким малоберцовым нервом. Другая ветвь, латеральная, соединяется с концевой ветвью глубокого малоберцового нерва и направляется к области второго межкостного промежутка, где разветвляется в обращённых одна к другой поверхностях II и III пальцев, давая здесь тыльные пальцевые нервы стопы (лат. nervi digitales dorsales pedis).
Промежуточный тыльный кожный нерв стопы (лат. Nervus cutaneus dorsalis intermedius) — так же как и медиальный тыльный кожный нерв, располагается поверх фасции голени и следует по переднебоковой поверхности тыла стопы. Отдав ветви к коже области латеральной лодыжки, которые соединяются с ветвями икроножного нерва, делится на две ветви, из которых одна, идущая медиально, разветвляется в коже обращённых одна к другой поверхностей III и IV пальцев. Другая, лежащая латеральнее, направляется к коже IV пальца и мизинца. Все эти ветви называются тыльными пальцевыми нервами стопы.
4. Глубокий малоберцовый нерв (лат. Nervus fibularis [peroneus] profundus) прободает толщу начальных отделов длинной малоберцовой мышцы, передней межмышечной перегородки голени и длинного разгибателя пальцев, ложится на переднюю поверхность межкостной перепонки, располагаясь с латеральной стороны передних большеберцовых сосудов. Далее нерв переходит на переднюю, а затем и на медиальную поверхность сосудистого пучка, располагаясь в верхних отделах голени между длинным разгибателем пальцев и передней большеберцовой мышцей, а в нижних отделах — между передней большеберцовой мышцей и длинным разгибателем большого пальца стопы, иннервируя их. Глубокий малоберцовый нерв имеет непостоянные соединительные ветви с поверхностным малоберцовым нервом.
При переходе на тыл стопы нерв вначале проходит под верхним удерживателем разгибателем, отдавая непостоянную суставную ветвь к капсуле голеностопного сустава, а затем под нижним удерживателем разгибателем и сухожилием длинного разгибателя большого пальца стопы делится на две ветви: латеральную и медиальную. Латеральная ветвь более короткая. Иннервирует короткие разгибатели пальцев. Медиальная длиннее — разветвляется в коже тыльной поверхности обращённых друг к другу сторон I и II пальцев.
Ветви глубокого малоберцового нерва:
Мышечные ветви направляются и иннервируют мышцы передней группы мышц голени — переднюю большеберцовую мышцу, длинный разгибатель пальцев, длинный разгибатель большого пальца, а также мышцы тыла стопы — короткий разгибатель пальцев и короткий разгибатель большого пальца стопы.
Тыльные пальцевые ветви (лат. Nervi digitales dorsales) — концевые ветви глубокого малоберцового нерва. Делятся на два нерва, которые разветвляются в обращённых друг к другу участках кожи I и II пальцев.